# Глава Содружества наций
Глава Содружества наций (англ. Head of the Commonwealth of Nations) — ведущее лицо и «символ свободной ассоциации независимых государств-членов» международной межправительственной организации Содружество наций, включающей в себя в настоящее время 54 суверенных государства, преимущественно бывших колоний и зависимых территорий Великобритании (бывшая Британская империя). Должность не предполагает ограничения по срокам полномочий и является в основном церемониальной. В настоящее время её занимает король Карл III.
Титул был разработан в Лондонской Декларации как результат обсуждения премьер-министрами стран-членов Содружества на конференции в 1949 году. С 1953 года титул стал частью общего титула монарха в каждом из королевств Содружества. В настоящий момент титул носит старший сын Елизаветы II, король Карл III.

## История

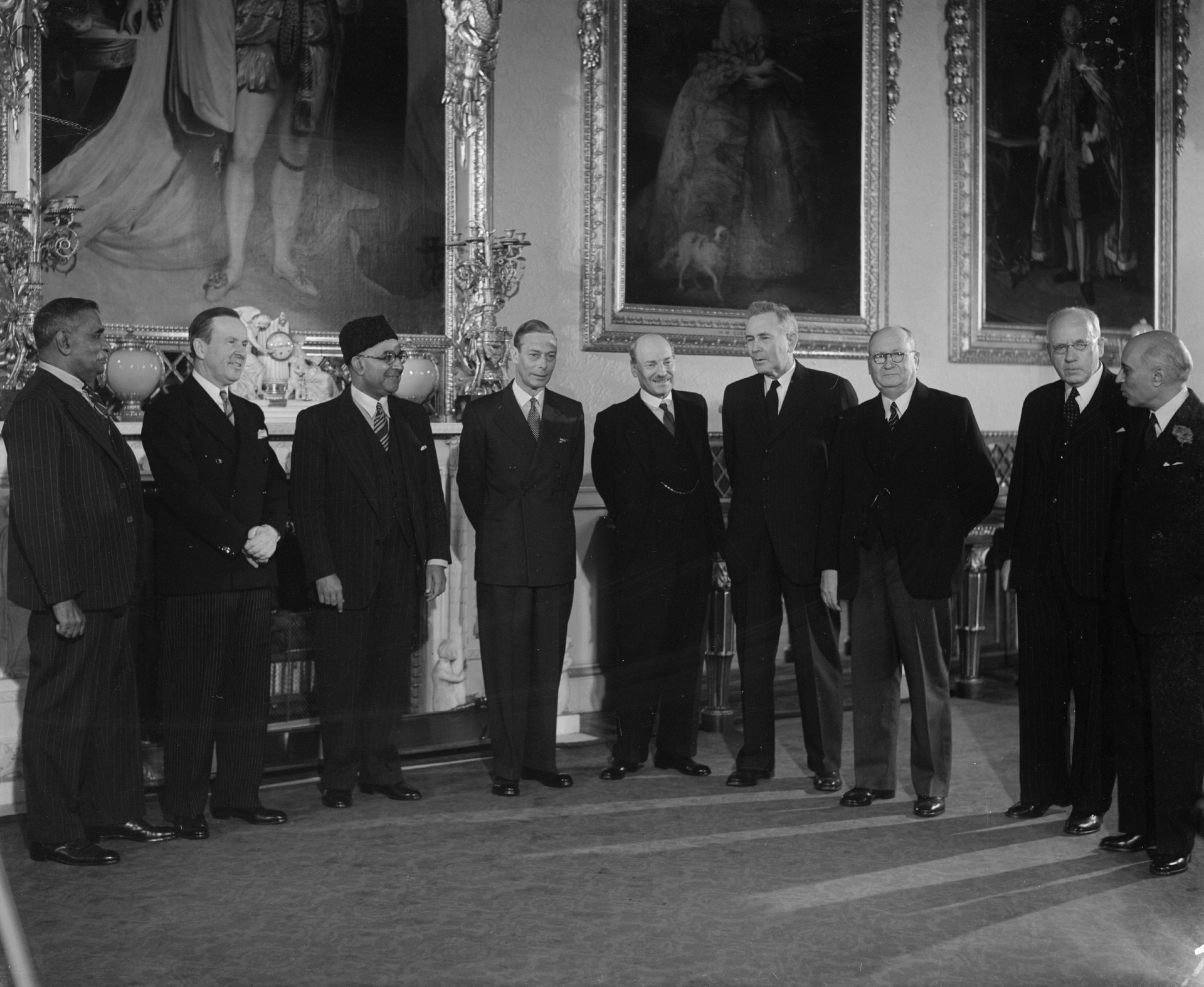
Премьер-министры Содружества с королём на конференции премьер-министров Содружества. Букингемский дворец, 1949 год

В 1949 году Георг VI был королём каждой из стран, составлявших Британское содружество (позже Содружество наций): Великобритания, Канада, Австралия, Новая Зеландия, ЮАР, Цейлон, Индия и Пакистан. Однако индийское правительство хотело провозгласить республику, не выходя при этом из состава Содружества, не признавая более Георга VI своим императором, как это случилось в Ирландии. Согласовывая данное положение, Лондонская декларация, созванная премьер-министром Канады Луи Сен-Лореном, постановила, что король, как символ свободной ассоциации стран Содружества, был главой Содружества. Когда 26 января 1950 года Индия приняла свою республиканскую конституцию, Георг VI перестал быть её монархом (президент Индии Раджендра Прасад стал главой государства), но государство относилось к нему как к Главе Содружества.
Елизавета II стала Главой Содружества при вступлении на престол в 1952 году, утверждая, что «Содружество не имеет ничего общего с империями прошлого» и «является абсолютно новой концепцией, построенной на лучших качествах человеческой души: дружба, верность и стремление к свободе и миру». На следующий год во всех членах Содружества был утверждён Акт о королевском титуле, впервые добавляя титул Глава Содружества к титулу монарха.
В декабре 1960 года у королевы появился личный флаг, символизирующий её как главу Содружества и не связанный с её ролью в качестве королевы какой-либо из отдельных стран. На протяжении времени флаг заменял британский королевский штандарт, когда королева посещала страны Содружества, в которых она не являлась главой государства и, следовательно, не имела своего королевского штандарта для данной страны, так же как и на мероприятиях Содружества, проходящих на территории Великобритании. Во время посещения штаб-квартиры Секретариата Содружества в Лондоне поднимался именно этот личный штандарт, а не какой-либо из её королевских штандартов. Бывший премьер-министр Канады Брайан Малруни заявлял, что королева была закулисной силой в деле прекращения апартеида в Южной Африке.
После смерти Елизаветы II 8 сентября 2022 года король Карл III стал главой Содружества.

## Функции
Хотя Елизавета II была королевой 15 государств-членов Содружества, она не играла никакой роли в их управлении. Чаще всего она поддерживала свою работу посредством генерального секретаря и секретариата.
Глава Содружества или его представитель принимает участие в проводимом раз в два года совещании глав правительств. Это традиция, начатая монархом по совету премьер-министра Канады Пьера Трюдо в 1973 году, когда оно впервые проводилось в Канаде. Глава Содружества также присутствует на четырёхлетних Играх Содружества с общей речью.

## Преемственность

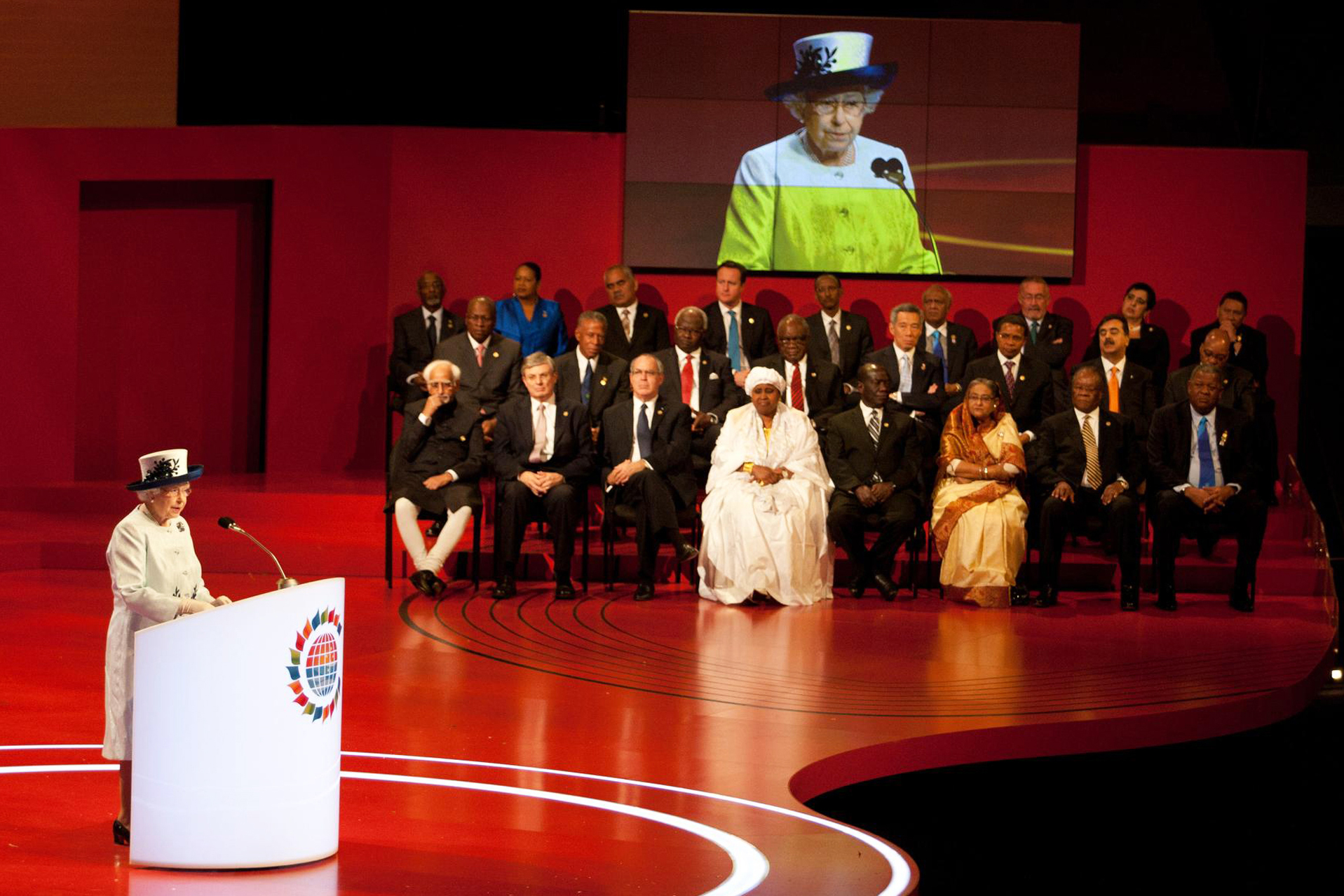
Глава Содружества произносит инаугурационную речь в Перте, Австралия

Титул главы Содружества по наследству не передается, однако королева прямо дала понять лидерам стран, кого она желает видеть на этом посту. 
«Я искренне хочу, чтобы Содружество продолжало быть символом стабильности и преемственности для будущих поколений, и однажды принц Чарльз возьмет на себя ту важную работу, которую начал выполнять мой отец в 1949 году», — сказала королева.
В 2018 году, после встречи глав правительств Содружества, было объявлено, что Чарльз будет следующим главой Содружества, при этом должность по-прежнему оставалась ненаследственной.

## Список
| N | Портрет | Полное имя (годы жизни)  | Начало          | Конец           | Длительность     |
| - | ------- | ------------------------ | --------------- | --------------- | ---------------- |
| 1 |         | Георг VI (1895–1952)     | 28 апреля 1949  | 6 февраля 1952  | 2 года, 284 дня  |
| 2 |         | Елизавета II (1926–2022) | 6 февраля 1952  | 8 сентября 2022 | 70 лет, 214 дней |
| 3 |         | Карл III (род. 1948)     | 8 сентября 2022 | действующий     |                  |